# تاكويا إيواساكي
تاكويا إيواساكي (باليابانية: 岩崎卓也) هو عالم آثار ياباني، ولد في 9 يوليو 1929 في مانشوكو، وتوفي في 4 فبراير 2018.